# Делла Вольпе, Гальвано
Гальвано делла Вольпе (итал. Galvano Della Volpe, 24 сентября 1895, Имола — 13 июля 1968, Рим) — итальянский философ-марксист, внёс вклад в теорию материалистического понимания искусства и эстетики.

## Биография
Родился в аристократической семье. Изучал философию в Болонском университете. Затем преподавал философию в лицеях Болоньи и Равенны, а после — с 1939 по 1965 — был профессором истории философии и эстетики в университете Мессины. В 1944 делла Вольпе вступил в Итальянскую коммунистическую партию и до самой смерти был одним из ведущих философов партии и постоянным автором теоретических журналов «Сочьета» и «Ринашита».
Одним из его студентов был впоследствии широко известный философ Лючио Коллетти, а также Марио Росси и Умберто Черроне.

## Вклад
Делла Вольпе — автор многочисленных сочинений по истории философии, логике, эстетики и критике идеологии. Начав свою интеллектуальную эволюцию как последователь итальянского гегельянца и фашиста Джованни Джентиле, под влиянием событий Второй мировой войны (1939—1945) он перешёл на марксистские позиции и впоследствии сделал весомый вклад в развитие и распространение марксистской философии и эстетики в Италии.
В своих произведениях критиковал современную буржуазную идеологию (включая «гегельянский марксизм» Маркузе) и предлагал своё решение проблем современной философии и эстетики на основе материалистической диалектики. Делла Вольпе попытался разработать сугубо материалистическую теории эстетики, настаивая на важности структурных характеристик и общественного процесса производства произведений искусства; такой взгляд противостоял интуитивной концепции Кроче, который Вольпе рассматривал как продолжение романтических и мистических традиций XIX ст. По Вольпе, вкус является главным источником эстетического суждения. Отстаивал принцип положительного гуманизма, выступая как против современных позитивистских течений, так и против религиозного и атеистического экзистенциализма.
Среди книг, в полной мере представляющих взгляды итальянского философа — «Логика как положительная наука» (1950), «Руссо и Маркс» (1956) и «Критика вкуса» (1960).

## Переводы на русский
- Критика вкуса. Искусство, 1979 г.